# Список астероїдів (30901—31000)
| Назва                            | Тимчасове позначення | Дата відкриття    | Місце відкриття                         | Відкривач                           |
| -------------------------------- | -------------------- | ----------------- | --------------------------------------- | ----------------------------------- |
| (30901) 1993 FU34                | 1993 FU34            | 19 березня 1993   | Обсерваторія Ла-Сілья                   | UESAC                               |
| (30902) 1993 FF35                | 1993 FF35            | 19 березня 1993   | Обсерваторія Ла-Сілья                   | UESAC                               |
| (30903) 1993 FU37                | 1993 FU37            | 19 березня 1993   | Обсерваторія Ла-Сілья                   | UESAC                               |
| (30904) 1993 FV41                | 1993 FV41            | 19 березня 1993   | Обсерваторія Ла-Сілья                   | UESAC                               |
| (30905) 1993 FC42                | 1993 FC42            | 19 березня 1993   | Обсерваторія Ла-Сілья                   | UESAC                               |
| (30906) 1993 FV44                | 1993 FV44            | 19 березня 1993   | Обсерваторія Ла-Сілья                   | UESAC                               |
| (30907) 1993 FD47                | 1993 FD47            | 19 березня 1993   | Обсерваторія Ла-Сілья                   | UESAC                               |
| (30908) 1993 FW47                | 1993 FW47            | 19 березня 1993   | Обсерваторія Ла-Сілья                   | UESAC                               |
| (30909) 1993 FZ49                | 1993 FZ49            | 19 березня 1993   | Обсерваторія Ла-Сілья                   | UESAC                               |
| (30910) 1993 FP52                | 1993 FP52            | 17 березня 1993   | Обсерваторія Ла-Сілья                   | UESAC                               |
| (30911) 1993 FY75                | 1993 FY75            | 21 березня 1993   | Обсерваторія Ла-Сілья                   | UESAC                               |
| (30912) 1993 FP76                | 1993 FP76            | 21 березня 1993   | Обсерваторія Ла-Сілья                   | UESAC                               |
| (30913) 1993 FO77                | 1993 FO77            | 21 березня 1993   | Обсерваторія Ла-Сілья                   | UESAC                               |
| (30914) 1993 FV82                | 1993 FV82            | 19 березня 1993   | Обсерваторія Ла-Сілья                   | UESAC                               |
| (30915) 1993 GF1                 | 1993 GF1             | 15 квітня 1993    | Паломарська обсерваторія                | Генрі Гольт                         |
| (30916) 1993 GN1                 | 1993 GN1             | 14 квітня 1993    | Обсерваторія Ла-Сілья                   | Анрі Дебеонь                        |
| 30917 Мохорган (Moehorgan)       | 1993 HV1             | 19 квітня 1993    | Обсерваторія МДМ                        | Джон Тонрі                          |
| (30918) 1993 KV2                 | 1993 KV2             | 27 травня 1993    | Коссоль                                 | Ерік Вальтер Ельст                  |
| (30919) 1993 NV1                 | 1993 NV1             | 12 липня 1993     | Обсерваторія Ла-Сілья                   | Ерік Вальтер Ельст                  |
| (30920) 1993 OV4                 | 1993 OV4             | 20 липня 1993     | Обсерваторія Ла-Сілья                   | Ерік Вальтер Ельст                  |
| (30921) 1993 OG6                 | 1993 OG6             | 20 липня 1993     | Обсерваторія Ла-Сілья                   | Ерік Вальтер Ельст                  |
| (30922) 1993 OE13                | 1993 OE13            | 19 липня 1993     | Обсерваторія Ла-Сілья                   | Ерік Вальтер Ельст                  |
| (30923) 1993 QU4                 | 1993 QU4             | 18 серпня 1993    | Коссоль                                 | Ерік Вальтер Ельст                  |
| (30924) 1993 RC2                 | 1993 RC2             | 15 вересня 1993   | Обсерваторія Кітамі                     | Кін Ендате, Кадзуро Ватанабе        |
| (30925) 1993 RD2                 | 1993 RD2             | 15 вересня 1993   | Обсерваторія Кітамі                     | Кін Ендате, Кадзуро Ватанабе        |
| (30926) 1993 TL13                | 1993 TL13            | 14 жовтня 1993    | Паломарська обсерваторія                | Генрі Гольт                         |
| (30927) 1993 TF17                | 1993 TF17            | 9 жовтня 1993     | Обсерваторія Ла-Сілья                   | Ерік Вальтер Ельст                  |
| 30928 Jefferson                  | 1993 TJ32            | 9 жовтня 1993     | Обсерваторія Ла-Сілья                   | Ерік Вальтер Ельст                  |
| (30929) 1993 TR38                | 1993 TR38            | 9 жовтня 1993     | Обсерваторія Ла-Сілья                   | Ерік Вальтер Ельст                  |
| (30930) 1993 UF                  | 1993 UF              | 20 жовтня 1993    | Обсерваторія Сайдинг-Спрінг             | Роберт Макнот                       |
| (30931) 1993 UJ5                 | 1993 UJ5             | 20 жовтня 1993    | Обсерваторія Ла-Сілья                   | Ерік Вальтер Ельст                  |
| (30932) 1993 UO5                 | 1993 UO5             | 20 жовтня 1993    | Обсерваторія Ла-Сілья                   | Ерік Вальтер Ельст                  |
| 30933 Грільпарцер (Grillparzer)  | 1993 UW8             | 17 жовтня 1993    | Обсерваторія Карла Шварцшильда          | Ф. Бернґен                          |
| 30934 Бейкергансен (Bakerhansen) | 1993 WH              | 16 листопада 1993 | Паломарська обсерваторія                | Керолін Шумейкер, Девід Леві        |
| 30935 Давасобел (Davasobel)      | 1994 AK1             | 8 січня 1994      | Паломарська обсерваторія                | Керолін Шумейкер, Девід Леві        |
| (30936) 1994 BR3                 | 1994 BR3             | 16 січня 1994     | Коссоль                                 | Ерік Вальтер Ельст, Крістіан Поллас |
| 30937 Bashkirtseff               | 1994 BA4             | 16 січня 1994     | Коссоль                                 | Ерік Вальтер Ельст, Крістіан Поллас |
| (30938) 1994 BB4                 | 1994 BB4             | 16 січня 1994     | Коссоль                                 | Ерік Вальтер Ельст, Крістіан Поллас |
| (30939) 1994 BE4                 | 1994 BE4             | 16 січня 1994     | Коссоль                                 | Ерік Вальтер Ельст, Крістіан Поллас |
| (30940) 1994 CL2                 | 1994 CL2             | 14 лютого 1994    | Обсерваторія Оїдзумі                    | Такао Кобаяші                       |
| (30941) 1994 CJ11                | 1994 CJ11            | 7 лютого 1994     | Обсерваторія Ла-Сілья                   | Ерік Вальтер Ельст                  |
| 30942 Helicaon                   | 1994 CX13            | 8 лютого 1994     | Обсерваторія Ла-Сілья                   | Ерік Вальтер Ельст                  |
| (30943) 1994 ED2                 | 1994 ED2             | 12 березня 1994   | Обсерваторія Кітамі                     | Кін Ендате, Кадзуро Ватанабе        |
| (30944) 1994 GD1                 | 1994 GD1             | 8 квітня 1994     | Обсерваторія Кітамі                     | Кін Ендате, Кадзуро Ватанабе        |
| (30945) 1994 GW9                 | 1994 GW9             | 14 квітня 1994    | Університетська обсерваторія Маунт-Джон | Алан Ґілмор, Памела Кілмартін       |
| (30946) 1994 HB                  | 1994 HB              | 19 квітня 1994    | Обсерваторія Кітт-Пік                   | Spacewatch                          |
| (30947) 1994 JW                  | 1994 JW              | 4 травня 1994     | Паломарська обсерваторія                | Е. Гелін                            |
| (30948) 1994 PU                  | 1994 PU              | 14 серпня 1994    | Обсерваторія Оїдзумі                    | Такао Кобаяші                       |
| (30949) 1994 PF9                 | 1994 PF9             | 10 серпня 1994    | Обсерваторія Ла-Сілья                   | Ерік Вальтер Ельст                  |
| (30950) 1994 PJ9                 | 1994 PJ9             | 10 серпня 1994    | Обсерваторія Ла-Сілья                   | Ерік Вальтер Ельст                  |
| (30951) 1994 PL13                | 1994 PL13            | 10 серпня 1994    | Обсерваторія Ла-Сілья                   | Ерік Вальтер Ельст                  |
| (30952) 1994 PX15                | 1994 PX15            | 10 серпня 1994    | Обсерваторія Ла-Сілья                   | Ерік Вальтер Ельст                  |
| (30953) 1994 PZ17                | 1994 PZ17            | 10 серпня 1994    | Обсерваторія Ла-Сілья                   | Ерік Вальтер Ельст                  |
| (30954) 1994 PM28                | 1994 PM28            | 12 серпня 1994    | Обсерваторія Ла-Сілья                   | Ерік Вальтер Ельст                  |
| 30955 Weiser                     | 1994 PG29            | 12 серпня 1994    | Обсерваторія Ла-Сілья                   | Ерік Вальтер Ельст                  |
| (30956) 1994 QP                  | 1994 QP              | 27 серпня 1994    | Обсерваторія Сайдинг-Спрінг             | Ґордон Ґаррард                      |
| (30957) 1994 SQ7                 | 1994 SQ7             | 28 вересня 1994   | Обсерваторія Кітт-Пік                   | Spacewatch                          |
| (30958) 1994 TV3                 | 1994 TV3             | 7 жовтня 1994     | Паломарська обсерваторія                | Е. Гелін                            |
| (30959) 1994 TG9                 | 1994 TG9             | 8 жовтня 1994     | Обсерваторія Кітт-Пік                   | Spacewatch                          |
| (30960) 1994 UV2                 | 1994 UV2             | 26 жовтня 1994    | Обсерваторія Кушіро                     | Сейджі Уеда, Хіроші Канеда          |
| (30961) 1994 VD1                 | 1994 VD1             | 4 листопада 1994  | Обсерваторія Оїдзумі                    | Такао Кобаяші                       |
| (30962) 1994 VH7                 | 1994 VH7             | 11 листопада 1994 | Нюкаса                                  | Масанорі Хірасава, Шохеї Судзукі    |
| 30963 Mount Banzan               | 1994 WO3             | 29 листопада 1994 | Станція Аясі обсерваторії Сендай        | Масахіро Коїсікава                  |
| (30964) 1994 WW7                 | 1994 WW7             | 28 листопада 1994 | Обсерваторія Кітт-Пік                   | Spacewatch                          |
| (30965) 1994 XW                  | 1994 XW              | 2 грудня 1994     | Обсерваторія Наті-Кацуура               | Йошісада Шімідзу, Такеші Урата      |
| (30966) 1994 XN1                 | 1994 XN1             | 2 грудня 1994     | Фарра-д'Ізонцо                          | Фарра-д'Ізонцо                      |
| (30967) 1994 XX4                 | 1994 XX4             | 9 грудня 1994     | Обсерваторія Оїдзумі                    | Такао Кобаяші                       |
| (30968) 1995 AM1                 | 1995 AM1             | 6 січня 1995      | Нюкаса                                  | Масанорі Хірасава, Шохеї Судзукі    |
| (30969) 1995 BP2                 | 1995 BP2             | 29 січня 1995     | Обсерваторія Сайдинг-Спрінг             | Роберт Макнот                       |
| (30970) 1995 BP3                 | 1995 BP3             | 31 січня 1995     | Обсерваторія Оїдзумі                    | Такао Кобаяші                       |
| (30971) 1995 DJ                  | 1995 DJ              | 21 лютого 1995    | Обсерваторія Оїдзумі                    | Такао Кобаяші                       |
| (30972) 1995 DE8                 | 1995 DE8             | 24 лютого 1995    | Обсерваторія Кітт-Пік                   | Spacewatch                          |
| (30973) 1995 DS8                 | 1995 DS8             | 24 лютого 1995    | Обсерваторія Кітт-Пік                   | Spacewatch                          |
| (30974) 1995 EL                  | 1995 EL              | 5 березня 1995    | Обсерваторія Оїдзумі                    | Такао Кобаяші                       |
| (30975) 1995 EM                  | 1995 EM              | 6 березня 1995    | Обсерваторія Оїдзумі                    | Такао Кобаяші                       |
| (30976) 1995 FH1                 | 1995 FH1             | 28 березня 1995   | Обсерваторія Кушіро                     | Сейджі Уеда, Хіроші Канеда          |
| (30977) 1995 JJ1                 | 1995 JJ1             | 5 травня 1995     | Коссоль                                 | Ерік Вальтер Ельст                  |
| (30978) 1995 MO5                 | 1995 MO5             | 23 червня 1995    | Обсерваторія Кітт-Пік                   | Spacewatch                          |
| (30979) 1995 OB5                 | 1995 OB5             | 22 липня 1995     | Обсерваторія Кітт-Пік                   | Spacewatch                          |
| (30980) 1995 QU3                 | 1995 QU3             | 31 серпня 1995    | Огляд Каталіна                          | Тімоті Спар                         |
| (30981) 1995 SJ4                 | 1995 SJ4             | 25 вересня 1995   | Огляд Каталіна                          | Тімоті Спар                         |
| (30982) 1995 SP5                 | 1995 SP5             | 21 вересня 1995   | Станція Сінлун                          | SCAP                                |
| (30983) 1995 SE16                | 1995 SE16            | 18 вересня 1995   | Обсерваторія Кітт-Пік                   | Spacewatch                          |
| (30984) 1995 SW19                | 1995 SW19            | 18 вересня 1995   | Обсерваторія Кітт-Пік                   | Spacewatch                          |
| (30985) 1995 SM24                | 1995 SM24            | 19 вересня 1995   | Обсерваторія Кітт-Пік                   | Spacewatch                          |
| (30986) 1995 SC28                | 1995 SC28            | 20 вересня 1995   | Обсерваторія Кітт-Пік                   | Spacewatch                          |
| (30987) 1995 SO34                | 1995 SO34            | 22 вересня 1995   | Обсерваторія Кітт-Пік                   | Spacewatch                          |
| (30988) 1995 SE36                | 1995 SE36            | 23 вересня 1995   | Обсерваторія Кітт-Пік                   | Spacewatch                          |
| (30989) 1995 SZ43                | 1995 SZ43            | 25 вересня 1995   | Обсерваторія Кітт-Пік                   | Spacewatch                          |
| (30990) 1995 ST48                | 1995 ST48            | 26 вересня 1995   | Обсерваторія Кітт-Пік                   | Spacewatch                          |
| 30991 Minenze                    | 1995 SV53            | 28 вересня 1995   | Станція Сінлун                          | SCAP                                |
| (30992) 1995 SV66                | 1995 SV66            | 17 вересня 1995   | Обсерваторія Кітт-Пік                   | Spacewatch                          |
| (30993) 1995 SA81                | 1995 SA81            | 30 вересня 1995   | Обсерваторія Кітт-Пік                   | Spacewatch                          |
| (30994) 1995 UE2                 | 1995 UE2             | 24 жовтня 1995    | Обсерваторія Садбері                    | Денніс ді Сікко                     |
| (30995) 1995 UZ3                 | 1995 UZ3             | 20 жовтня 1995    | Обсерваторія Оїдзумі                    | Такао Кобаяші                       |
| (30996) 1995 UH4                 | 1995 UH4             | 20 жовтня 1995    | Обсерваторія Ніхондайра                 | Такеші Урата                        |
| (30997) 1995 UO5                 | 1995 UO5             | 26 жовтня 1995    | Обсерваторія Кітт-Пік                   | Spacewatch                          |
| (30998) 1995 UF11                | 1995 UF11            | 17 жовтня 1995    | Обсерваторія Кітт-Пік                   | Spacewatch                          |
| (30999) 1995 UJ31                | 1995 UJ31            | 21 жовтня 1995    | Обсерваторія Кітт-Пік                   | Spacewatch                          |
| 31000 Рокчик (Rockchic)          | 1995 VV              | 11 листопада 1995 | Обсерваторія Галеакала                  | AMOS                                |

| ← Астероїди 30001—40000 → |             |             |             |             |             |             |             |             |             |
| 30001—30100               | 31001—31100 | 32001—32100 | 33001—33100 | 34001—34100 | 35001—35100 | 36001—36100 | 37001—37100 | 38001—38100 | 39001—39100 |
| 30101—30200               | 31101—31200 | 32101—32200 | 33101—33200 | 34101—34200 | 35101—35200 | 36101—36200 | 37101—37200 | 38101—38200 | 39101—39200 |
| 30201—30300               | 31201—31300 | 32201—32300 | 33201—33300 | 34201—34300 | 35201—35300 | 36201—36300 | 37201—37300 | 38201—38300 | 39201—39300 |
| 30301—30400               | 31301—31400 | 32301—32400 | 33301—33400 | 34301—34400 | 35301—35400 | 36301—36400 | 37301—37400 | 38301—38400 | 39301—39400 |
| 30401—30500               | 31401—31500 | 32401—32500 | 33401—33500 | 34401—34500 | 35401—35500 | 36401—36500 | 37401—37500 | 38401—38500 | 39401—39500 |
| 30501—30600               | 31501—31600 | 32501—32600 | 33501—33600 | 34501—34600 | 35501—35600 | 36501—36600 | 37501—37600 | 38501—38600 | 39501—39600 |
| 30601—30700               | 31601—31700 | 32601—32700 | 33601—33700 | 34601—34700 | 35601—35700 | 36601—36700 | 37601—37700 | 38601—38700 | 39601—39700 |
| 30701—30800               | 31701—31800 | 32701—32800 | 33701—33800 | 34701—34800 | 35701—35800 | 36701—36800 | 37701—37800 | 38701—38800 | 39701—39800 |
| 30801—30900               | 31801—31900 | 32801—32900 | 33801—33900 | 34801—34900 | 35801—35900 | 36801—36900 | 37801—37900 | 38801—38900 | 39801—39900 |
| 30901—31000               | 31901—32000 | 32901—33000 | 33901—34000 | 34901—35000 | 35901—36000 | 36901—37000 | 37901—38000 | 38901—39000 | 39901—40000 |